# Sainte-Anne (Martinica)

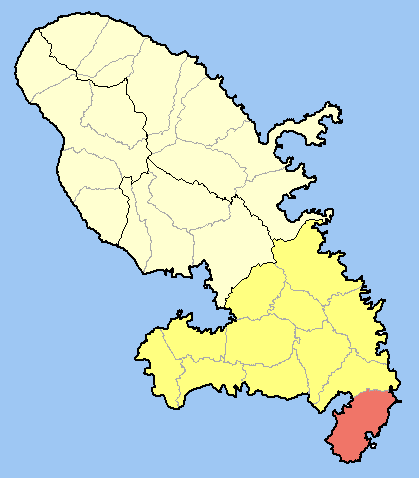
Situació de Sainte-Anne

Sainte-Anne és un municipi francès, situat a la regió de Martinica. El 2009 tenia 5.277 habitants. Es troba a l'extrem més meridional de l'illa, on hi ha les millors platges.

## Administració
| Període | Identitat    | Partit  |
| ------- | ------------ | ------- |
| 2008-   | Garcin Malsa | MODEMAS |

## Agermanaments
- Pinar del Río
- Moissida (Mussidan)